# (33099) 1997 YN8
1997 واي أن 8 (ويعرف أيضًا باسم (33099) 1997 واي أن 8 وفق تسمية الكوكب الصغير) (بالإنجليزية: 1997 YN8)‏ هو كويكب ضمن حزام الكويكبات؛ وترتيبه 33099 من حيث الاكتشاف.
اكتُشف هذا الجُرم الفلكي بواسطة Frank B. Zoltowski ‏ في 27 ديسمبر 1997.

## وصلات خارجية
- (33099) 1997 YN8 في قاعدة بيانات مختبر الدفع النفاث لأجرام النظام الشمسي الصغيرة

- الاكتشاف · مخطط المدار ·  العناصر المدارية · المعلمات المادية

- (33099) 1997 YN8 على موقع ويكي سكاي: DSS2, SDSS, GALEX, IRAS, Hydrogen α, X-Ray, Astrophoto, Sky Map, Articles and images